# Universidad de Oslo
La Universidad de Oslo (en noruego: Universitetet i Oslo) es la mayor y la más prestigiosa universidad en Noruega, situada en la capital del país, Oslo. La institución fue fundada en 1811 como la Real Universidad Federicana (en noruego: Det Kongelige Frederiks Universitet; en latín: Universitas Regia Fredericiana) y fue erigida poco después de la recientemente fundada Universidad de Berlín. Su nombre original se debe al rey Federico VI de Dinamarca y Noruega, y luego, en 1939, la universidad pasa a adoptar su nombre actual.
Esta casa de estudios cuenta con las facultades de Teología (luterana), Derecho, Medicina, Humanidades, Matemáticas y Ciencias naturales, Odontología, Ciencias sociales y finalmente Educación.
La Facultad de Derecho aún se encuentra en el antiguo campus de Karl Johans gate (la calle principal de la ciudad), cerca del Teatro Nacional, del Palacio Real y del Parlamento noruego; mientras que la mayoría de las otras facultades están ubicadas en un campus moderno llamado Blindern, construido en los años 1930. La Facultad de Medicina está dividida entre varios hospitales del área de Oslo.
Actualmente la institución cuenta con alrededor de 30.000 estudiantes y 7000 administrativos. Es considerada como una de las universidades líderes en Escandinavia, y constantemente es posicionada entre las 100 mejores universidades por el Ranking Académico de Universidades Mundiales realizado por la Universidad de Shanghái Jiao Tong. En 2015 fue calificada como la mejor casa de estudios en Noruega, tercera entre los países Nórdicos, número 19 en Europa y 58 a nivel mundial. Además cuenta con 5 premios Nobel entre los científicos afiliados a la universidad, uno de ellos por el premio Nobel de la Paz. Hasta la fundación de la universidad en 1811, la Universidad de Copenhague era la única universidad del Reino de Dinamarca y Noruega. Luego de la disolución de la unión noruego-danesa en 1814, ambos países han mantenido estrechos vínculos académicos. La Universidad de Oslo fue la única universidad en Noruega hasta 1946, por consiguiente se le conocía simplemente como "La universidad". Además, coloquialmente se le conocía de manera abreviada como "La Real Federicana", en noruego Det Kgl. Frederiks.